# HD9918
HD9918 — хімічно пекулярна зоря спектрального класу A1, що має видиму зоряну величину в смузі V приблизно  9,8.
Вона  розташована на відстані близько 929,2 світлових років від Сонця.